# ムシゲル
ムシゲル（粘質ゲル、英: mucigel）とは、維管束植物の根の先端にある根冠から分泌される粘質多糖であり、根端部を覆っている。主にポリガラクツロン酸を主とするペクチンからなる。根冠から分泌された粘質多糖を mucilage とし、これに土壌粒子や微生物が混合したものをムシゲルとしている例もある。
根冠を構成する細胞は色素体（アミロプラスト）内にデンプンを含むが、これを分解、ゴルジ体が発達して多量の粘質多糖を生成し、エキソサイトーシスによって土壌中に分泌する。
ムシゲルの機能としては、以下のものが想定されている。
- 潤滑作用により、根が土壌中を伸長しやすくしている。
- 根端を乾燥から保護する。
- 土壌から根に向かう無機栄養素の移動を促進する。
- 土壌中の微生物に有機物を供給し、植物にとって有用な細菌や菌類の生育環境を提供する。このような根の周囲の環境は根圏とよばれる。